# Bitomus lepidus
Bitomus lepidus är en stekelart som först beskrevs av Charles Joseph Gahan 1925.  Bitomus lepidus ingår i släktet Bitomus och familjen bracksteklar. Inga underarter finns listade.